# Prooncholaimus eberthi
Prooncholaimus eberthi är en rundmaskart som först beskrevs av Nikolai Nikolaievich Filipjev 1918.  Prooncholaimus eberthi ingår i släktet Prooncholaimus och familjen Oncholaimidae. Inga underarter finns listade i Catalogue of Life.